# Jan Knobelauch Hansen
Jan Knobelauch Hansen (Holbæk, 15 juli 1974) is een Deens triatleet en duatleet. Hij werd Deens kampioen op deze disciplines.
Hansen deed in 2000 mee aan de eerste triatlon op de Olympische Zomerspelen van Sydney. Daar behaalde hij een 44e plaats met een tijd van 1:55.42,06.
Hij studeert voor leraar, is getrouwd en heeft een zoon genaamd Simon.

## Titels
- Deens kampioen triatlon
- Deens kampioen duatlon

## Palmares

### triatlon
- 1992: 78e WK olympische afstand in Huntsville
- 1997: DNF WK olympische afstand in Perth
- 1997: 4e Wereldbeker in Hamilton
- 1997: 4e Wereldbeker in Cancún
- 1998: 50e WK olympische afstand in Lausanne - 2:02.38
- 1999: 24e WK olympische afstand in Montréal - 1:47.10
- 2000: 21e WK olympische afstand in Perth
- 2000: 44e Olympische Spelen van Sydney